# Alejandro Marure
Alejandro Marure (Ciudad de Guatemala, 28 de febrero de 1806 - ibíd., 23 de junio de 1851) fue un abogado, historiador y catedrático guatemalteco. Obtuvo el grado de Bachiller en Filosofía a la edad de 16 años, y se recibió de abogado en la Facultad de Derecho de la Pontificia Universidad de San Carlos Borromeo. Asimismo, fue diputado de la Asamblea Nacional y también ejerció como catedrático de Historia, Geografía y Derecho Internacional. Destaca su participación en la elaboración del Atlas del Estado de Guatemala y también el haber sido el primero en impartir una cátedra de Historia Universal en este país el 16 de octubre de desde 1832, en la Nueva Academia de Ciencias y Estudios del Estado de Guatemala, establecida por el gobierno del doctor Mariano Gálvez en sustitución de la Pontificia Universidad colonial.
Su biblioteca personal contaba con numerosos volúmenes de valor histórico incalculable, que incluía hasta manustricos con las firmas de los conquistadores españoles y hasta de los reyes Carlos V y Felipe II; se considera que era la segunda mejor que había en Guatemala, únicamente superada por la colección de la Biblioteca Nacional.

## Biografía
Su obra Bosquejo histórico de las revoluciones de Centro América, desde 1811 hasta 1834 inaugura un período de historiadores oficiales de Guatemala, pues esa obra la escribió por encargo del gobierno del Dr. Mariano Gálvez, de línea liberal. Estas obras se caracterizaron por presentar una «visión oficial» de la historia centroamericana y guatemalteca que hiciera frente a los escritos conservadores de ese tiempo.
Cuando el gobierno de Gálvez se enfrentaba a la crisis provocada por el alzamiento campesino dirigido por Rafael Carrera y favorecido por los miembros del clero secular que acusaban a su gobierno de ateo y de hacer negocios con «los herejes británicos enemigos del catolicismo», Marure continuó escribiendo documentos a favor del liberalismo; de esta época destaca su obra Observaciones sobre la intervencion que ha tenido el expresidente de Centro-américa, General Francisco Morazán en los negocios políticos de Guatemala, durante las convulsiones que ha sufrido este estado de mediados de 837 hasta enero de 839
Tras el derrocamiento de los liberales en 1840 y durante el gobierno de Rafael Carrera fue profesor de Derecho natural y de gentes en la Pontificia Universidad de San Carlos, la cual sustituyó a la Academia de Ciencias y Estudios cuando los conservadores recuperaron el poder.  Durante este tiempo escribió su obra Efemérides de los hechos notables acaecidos en la república de Centro América, desde el año de 1821 hasta el de 1842 publicada en 1844 y su Memoria sobre el canal de Nicaragua, que apareció en 1845; ambas obras fueron impresas en la Imprenta «La Paz», del gobierno conservador.

## Biblioteca
Marure formó una colección muy extendida de papeles y documentos originales tocantes a la historia antigua de Guatemala, a la conquista y población y al dominio español, entre los que estaban los libros segundo y tercero del Cabildo de la ciudad de Guatemala de los años 1530-53, manuscrito original que tiene las firmas autógrafas de Pedro de Alvarado y Bernal Díaz del Castillo, entre muchos otros.  También tenía la Historia de la provincia de San Vicente de Chiapa y Guatemala de la Orden de Predicadores y casi todos los números de la Gaceta de Guatemala desde 1729 hasta 1869.
En su biblioteca había muchos documentos oficiales, políticos, eclesiásticos y económicos y hasta papeles secretos de la Inquisición en Guatemala; además, contaba con obras de otras partes de las colonicas americanas, que incluían firmas de los reyes Carlos V, Felipe II y de los primeros vireyes americanos.
El lector interesado puede encontrar el catálogo completo en la obra impresa por la casa alemana de Karl L. Hiersemann en 1912.

### Obras de Marure
- Marure, Alejandro (1837). Bosquejo histórico de las revoluciones de Centro América , desde 1811 hasta 1834. Guatemala: Imprenta de la Nueva Academia de Estudios del Estado de Guatemala.
- — (1839). Observaciones sobre la intervencion que ha tenido el expresidente de Centro-américa, General Francisco Morazán en los negocios políticos de Guatemala, durante las convulsiones que ha sufrido este estado de mediados de 837 hasta enero de 839. Guatemala: Imprenta de la Academia de Estudios.
- — (1844). Efemérides de los hechos notables acaecidos en la república de Centro América, desde el año de 1821 hasta el de 1842. Guatemala: Imprenta La Paz.
- — (1845). Memoria histórica sobre el Canal de Nicaragua. Guatemala: Imprenta La Paz.